# Úrsulo Galván, Villaflores
Úrsulo Galván är en ort i Mexiko.   Den ligger i kommunen Villaflores och delstaten Chiapas, i den sydöstra delen av landet, 700 km sydost om huvudstaden Mexico City. Úrsulo Galván ligger 700 meter över havet och antalet invånare är 935.
Terrängen runt Úrsulo Galván är huvudsakligen kuperad, men åt nordost är den platt. Runt Úrsulo Galván är det ganska glesbefolkat, med 24 invånare per kvadratkilometer. Närmaste större samhälle är Villa Corzo, 18,8 km sydost om Úrsulo Galván. Omgivningarna runt Úrsulo Galván är en mosaik av jordbruksmark och naturlig växtlighet.